# Winfried Baijens
Winfried Baijens (Horst, 13 december 1977) is een Nederlands nieuwslezer en journalist.
Voor de NOS presenteert hij het NOS Journaal en Met het Oog op Morgen. Ook maakt hij diverse andere tv-programma's en  podcasts voor de omroep.

## Loopbaan
Alhoewel in Limburg geboren, voelt hij zich geen Limburger; het gezin vertrok in zijn eerste levensjaar naar Philippine in Zeeuws-Vlaanderen, waar hij verbleef tot en met zijn periode middelbare school. Hij vervulde aldaar ook allerlei vakantiebaantjes tot badmeester aan toe.
Winfried Baijens werkte na zijn journalistieke opleiding aan de Hogeschool voor de Journalistiek in Tilburg vier jaar voor NOVA. Met Hein Hansen maakte hij in mei 2001 een interview met Khalil El Moumni waarin deze geruchtmakende uitspraken over homoseksualiteit deed.  
Van 2003 tot 2007 was hij verslaggever en presentator van het Jeugdjournaal. Daarna presenteerde hij een jaar, afwisselend met Margriet Wesselink, het NOS Journaal op 3. Soms trad hij ook op als verslaggever van dit programma.  
Later was hij iedere maandag tot en met donderdag te horen op de publieke radiozender NPO Radio 6, tussen 19.00 en 22.00 uur met zijn programma Winfrieds Woonkamer, al eerder was hij in de jaren nul kortstondig manager van Wouter Hamel met wie hij de hele wereld over trok. Ook presenteerde hij op dinsdag en vrijdag, meestal samen met Willemijn Veenhoven, het nieuwsprogramma BNN Today op NPO Radio 1. Sinds 2006 werkte hij tevens af en toe voor NOS Evenementen. 
In november 2016 trad hij in dienst als presentator bij het NOS Journaal en als invaller en vaste presentator op zaterdag van het NOS Radio 1 Journaal. In 2019 verving hij een paar maanden zijn grote voorbeeld Rob Trip als vaste presentator van het Achtuurjournaal en tijdens het slotdebat voor de Provinciale Statenverkiezingen, vanwege ziekte van Trip. Later in 2019 startte Baijens met de serie Achter de headlines op het YouTube-kanaal van de NOS. Op 16 september trad Baijens op als presentator bij The Bridge to Liberation in Arnhem.
Op 15 augustus 2023 presenteerde hij de Nationale Herdenking 15 augustus 1945.
In april 2024 werd bekend dat Baijens een van de presentatoren van Met het Oog op Morgen op NPO Radio 1 zou worden.
Baijens maakte drie documentaireseries voor de NTR. Het Water Komt over de Watersnood van 1953 werd in 2023 uitgezonden, waarna in 2024 De Aarde Beeft volgde over de Groningse gaswinning. In 2025 werd Het Stof Daalt uitgezonden op NPO 2 over de mijnindustrie en samenleving in Limburg.
In 2025 maakte hij De Wadden, een andere oorlog. Een podcast over de bevrijding van de Waddeneilanden, in de tweede wereldoorlog.

## Onderscheidingen
Baijens kreeg een onderscheiding voor tv-talent, de Gouden Tape van het Nederlands Genootschap van Hoofdredacteuren en won de Cinekid-publieksprijs voor het Jeugdjournaal Jaaroverzicht van 2003. In december 2006 stond Baijens op de derde plaats in de Expreszo 100 (uitgebracht door homojongerenblad Expreszo), de lijst met 100 bekende Nederlanders en Vlamingen die op een positieve manier hun 'homo-zijn' uitdragen.

## Televisieprogramma's
- Jeugdjournaal (2003-2007)
- NOS op 3 (2007)
- Today (BNN)
- North Sea Jazz (2014 - heden)
- 24/7 (2011 - 2012)
- Serious Request TV (2004 -2012)
- NOS Journaal, NOS (2016 - heden)
- Het Coronavirus: Feiten en fabels, NOS (2020-2021)
- Het Water Komt, NTR (2023)
- De Aarde Beeft, NTR (2024)
- Het Stof Daalt, NTR (2025)

## Radio
- Diverse programma's op NPO 3FM
- BNN Today op NPO Radio 1
- Winfrieds Woonkamer op NPO Radio 6 (2009 - 2016)
- Radio 1 Journaal op NPO Radio 1
- Kunststof op NPO Radio 1
- Met het Oog op Morgen op NPO Radio 1 (2024 - heden)

Jaap Brienen · Vincent Gerhardt · Angelique Houtveen · Pieter Kok · Corné Klijn · Winfried Baijens · Mijke van Wijk · Co de Kloet · Astrid de Jong · Gerard Ekdom · Ruben Hein · Tuffie Vos · Edwin Rutten · Jeroen Kijk in de Vegte · Rudy Mackay · Alfred van de Wege · Giel Beelen · Leo Blokhuis · Dolf Jansen · Frank Jochemsen · Wilfried de Jong